# Arcas (Cuenca)
Arcas (bis 2013: Alcas del Villar) ist ein Ort und eine zentralspanische Gemeinde (municipio) mit 2.264 Einwohnern (Stand: 2024) im Norden der Provinz Cuenca in der Autonomen Region Kastilien-La Mancha. Zur Gemeinde gehört neben dem Hauptort Arcas auch die Ortschaft Villar del Saz de Arcas.

## Lage und Klima
Arcas liegt auf der Westseite des Iberischen Gebirges in einer Höhe von ca. 960 m. Die Provinzhauptstadt Cuenca befindet sich gut 8 km (Fahrtstrecke) nordnordwestlich. Das Klima im Winter ist gemäßigt, im Sommer dagegen warm bis heiß; die eher geringen Niederschlagsmengen (ca. 580 mm/Jahr) fallen – mit Ausnahme der nahezu regenlosen Sommermonate – verteilt übers ganze Jahr.

## Bevölkerungsentwicklung
| Jahr      | 1981 | 1991 | 2001 | 2011 | 2021 |
| Einwohner | 365  | 406  | 724  | 1497 | 1867 |

## Sehenswürdigkeiten
- Kirche Mariä Geburt in Arcas aus dem 13. Jahrhundert
- Himmelfahrtskirche in Villar del Saz de Arcas

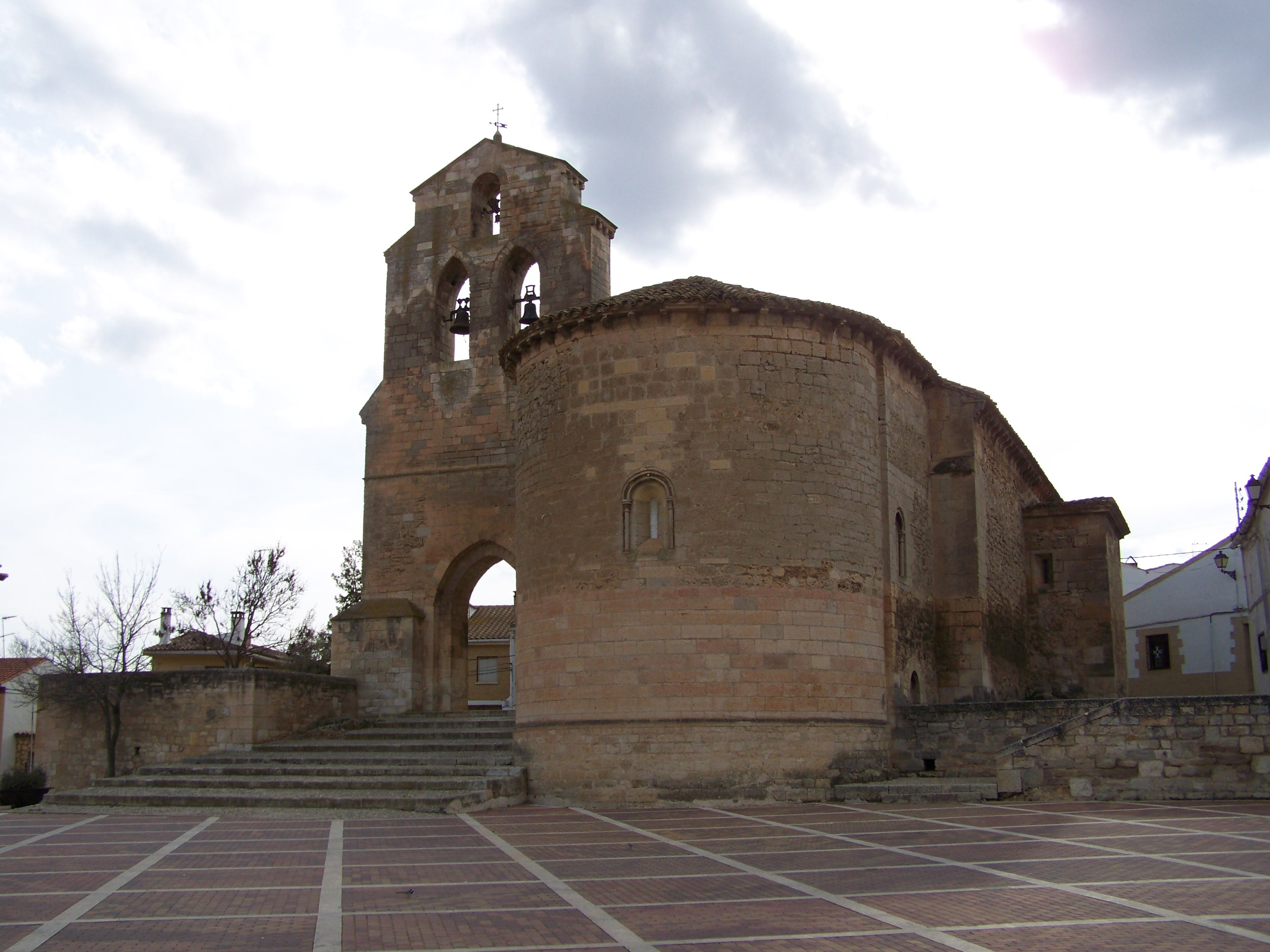
Kirche Mariä Geburt
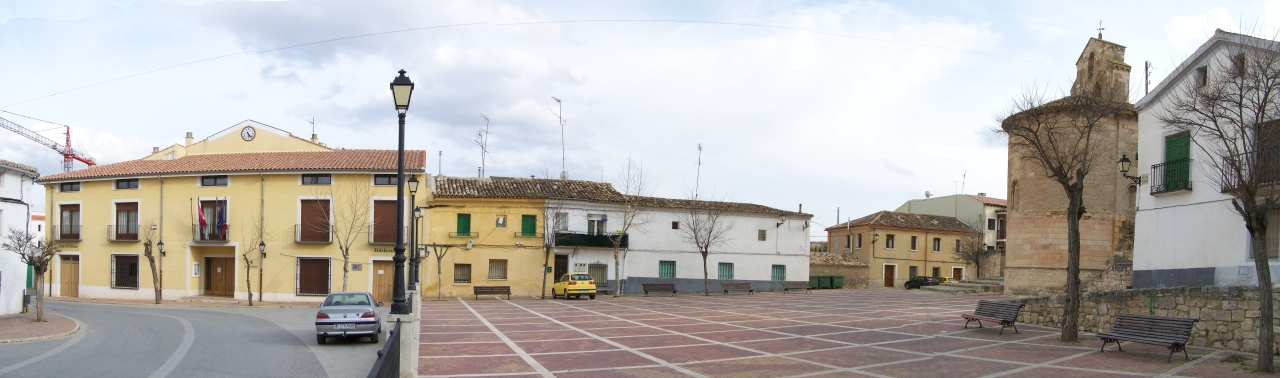
Großer Platz mit Rathaus